# Ursazor
Ursazor (em armênio: Ուրծաձոր; romaniz.: Urcajor; lit. "vale de Ursa"), segundo a Geografia de Ananias de Siracena (século VII), foi um gavar (cantão) da província de Airarate, no Reino da Armênia. Compreendia uma área de 1 175 quilômetros quadrados e estava situada no vale do Ursa (atual Vedi), o tributário esquerdo do rio Aras, ao sudeste de Ostana. Centrava-se no castelo de Saguerberde e na localidade de Ursazor (atual Larabafar). Possivelmente pertencia a uma das famílias nobres armênias (nacarares), que também deviam ser proprietários dos distritos adjacentes da região de Arasoi e da Planície de Xarur. Em 591, com a concessão de vastas porções da Armênia ao imperador Maurício (r. 582–602) pelo xainxá Cosroes II (r. 590–628), boa parte de Airarate foi incorporado na recém-fundada província da Armênia Inferior, mas Ursazor continuou sob controle sassânida